# Доути, Томас
Томас Доути (Даути) (англ. Thomas Taber Doughty; 1793—1856) — американский художник-пейзажист, участник Школы реки Гудзон.

## Биография
Родился 19 июля 1793 года в Филадельфии и жил там до 1828 года.
Был самоучкой, научившись рисовать во время учёбы по выделке кожи. Он стал первым американским художником, который работал исключительно как пейзажист, сумев привлечь американцев к этому виду живописи. Доути был известен своими спокойными пейзажами рек и гор Пенсильвании, Нью-Йорка, Новой Англии, и особенно долины реки Гудзон.
В 1827 году он был избран в Национальную академию дизайна в качестве Почетного академика. Работал преимущественно в Филадельфии, также жил и работал в Бостоне и Нью-Йорке.
Изредка путешествовал за границу — в 1838 году находился в Англии, а в период между 1845 и 1847 годами посетил Ирландию и Францию.
Умер 22 июля 1856 года.

## Труды
Работы художника находятся в частных коллекциях и музеях США, включая Национальную галерею искусства, Пенсильванскую академию изящных искусств, галерее Делавэрского университета.

Некоторые работы
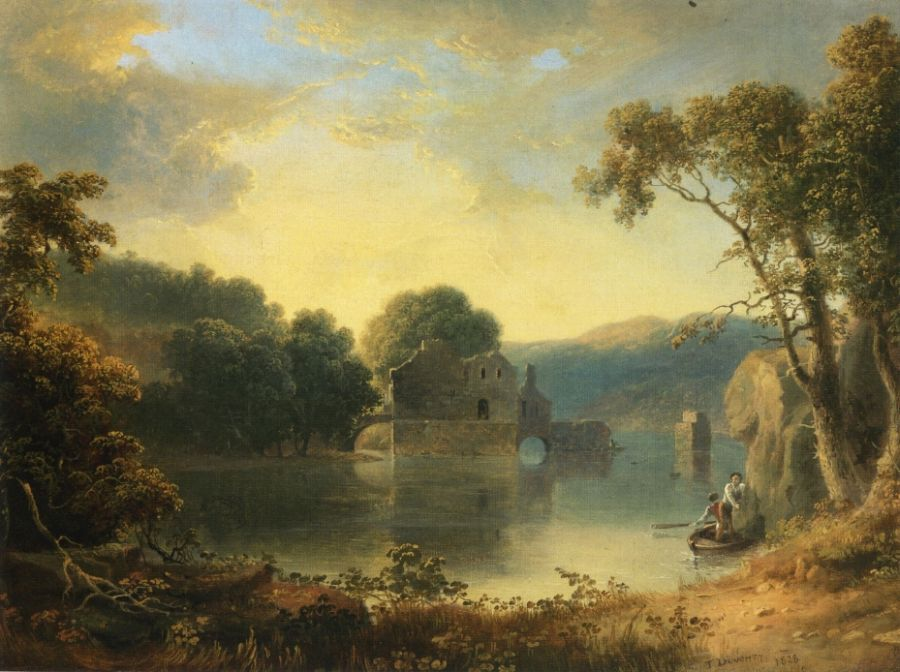
Ruins in a Landscape, 1828
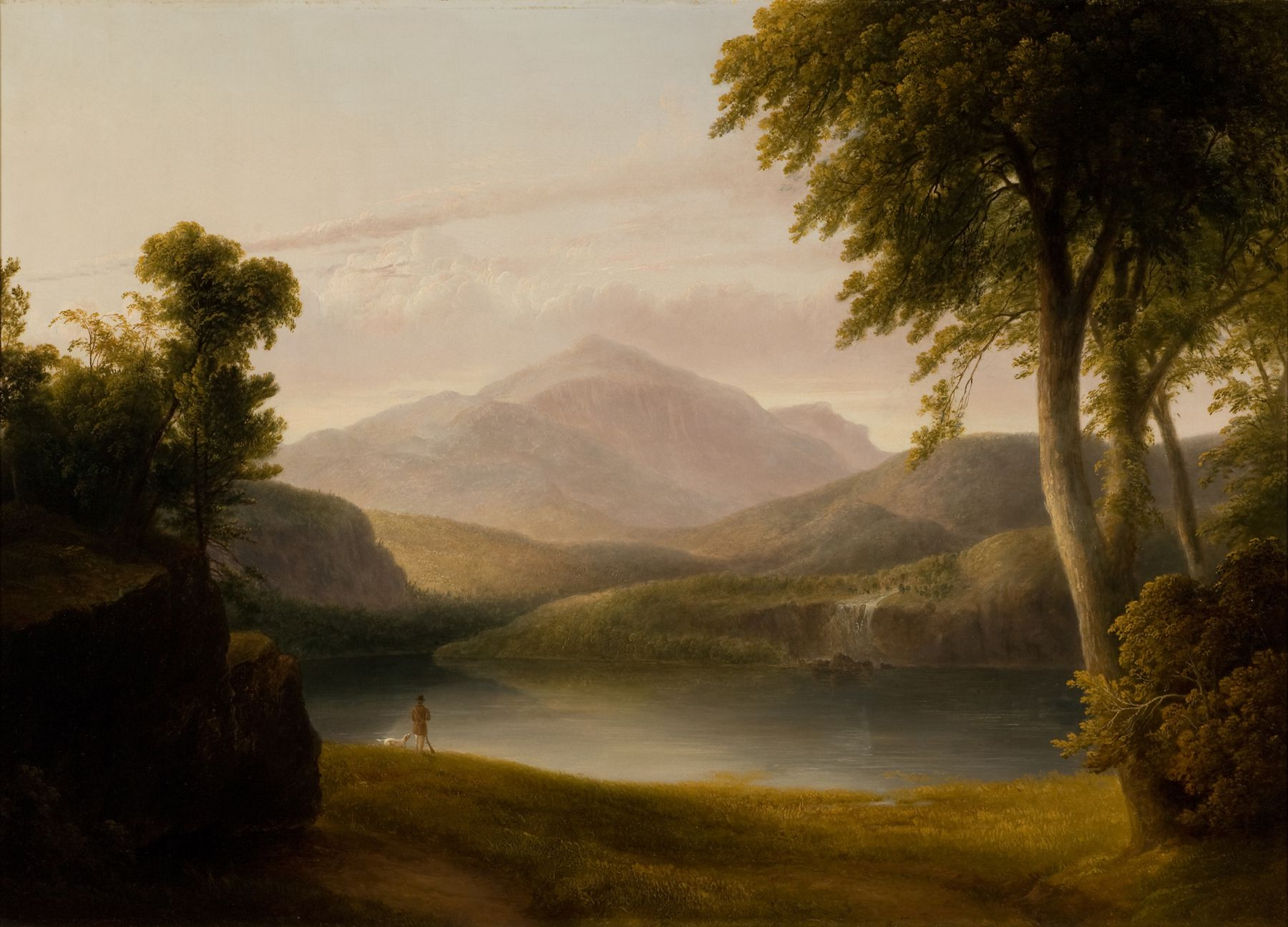
In the Catskills, 1836
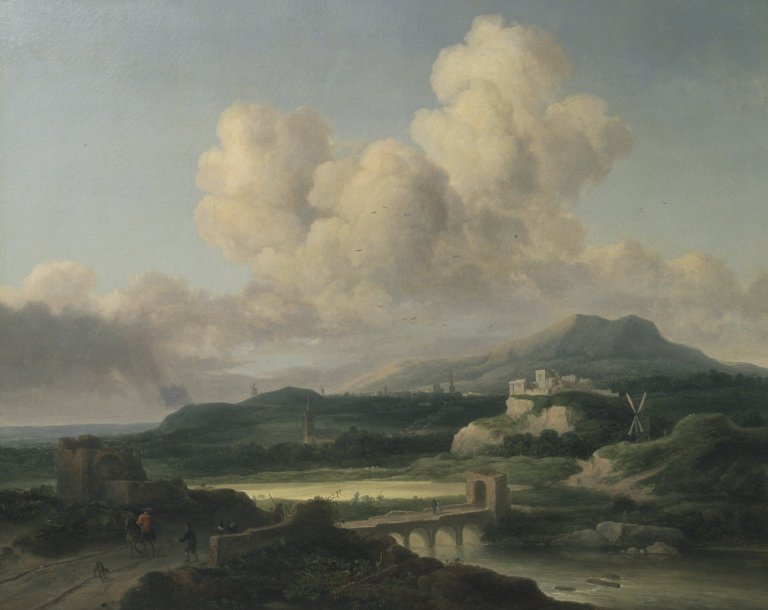
Landscape after Ruisdael, 1846
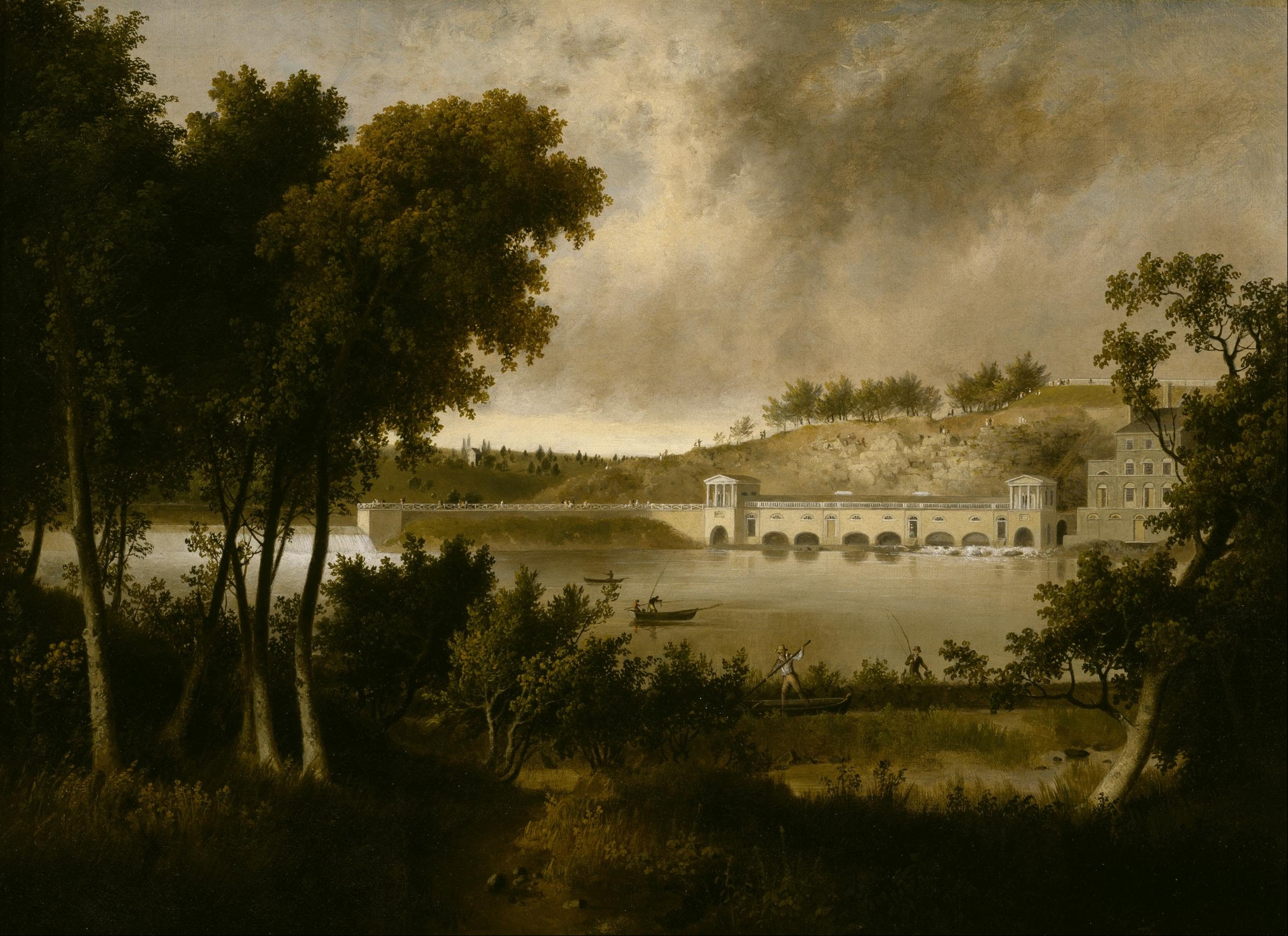
View of the Fairmount Waterworks, Philadelphia, from the Opposite Side of the Schuylkill River, 18245